# Río Ranchería
Río Ranchería är ett vattendrag i Colombia.   Det ligger i departementet La Guajira, i den norra delen av landet, 800 km norr om huvudstaden Bogotá.